# Ⲑ
Cette page contient des caractères spéciaux ou non latins. S’ils s’affichent mal (▯, ?, etc.), consultez la page d’aide Unicode.
Ne doit pas être confondu avec la lettre grecque Thêta, la lettre latine O rayé ou les lettres cyrilliques Fita ou O barré.
Ⲑ (minuscule : ⲑ), appelé thēta, est une lettre de l’alphabet copte utilisée dans l’écriture du copte.

## Représentations informatiques
Le thēta a été représenté avec les mêmes caractères que le thêta grec jusqu’à la publication d’Unicode 4.1 en mars 2005, à partir de laquelle il est représenté avec des caractères qui lui sont propres. Il peut donc être représenté à l’aide des caractères (Grec et copte, Copte) suivants, :
| lettres   | représentations | chaînes de caractères | points de code | descriptions                   | note               |
| --------- | --------------- | --------------------- | -------------- | ------------------------------ | ------------------ |
| majuscule | Θ               | Θ                     | U+0398         | lettre majuscule grecque thêta | avant Unicode 4.1  |
| minuscule | θ               | θ                     | U+03B8         | lettre minuscule grecque thêta | avant Unicode 4.1  |
| majuscule | Ⲑ               | Ⲑ                     | U+2C90         | lettre majuscule copte thēta   | depuis Unicode 4.1 |
| minuscule | ⲑ               | ⲑ                     | U+2C91         | lettre minuscule copte thēta   | depuis Unicode 4.1 |